# Космічний курсант
«Космічний курсант» (англ. Space Cadet) — американський комедійний фільм 2024 року, знятий режисеркою Ліз Гарсія за власним сценарієм. У головних ролях: Емма Робертс, Том Гоппер, Поппі Лю та Ґабріель Юніон.

## Синопсис
Рекс Сімпсон, тусовниця з Флориди, з дитинства мріє стати астронавтом. Завдяки сфальсифікованій заявці вона отримує шанс пройти навчання разом з іншими кандидатами на участь у космічній місії.

## Актори
| Актор          | Роль                     |
| -------------- | ------------------------ |
| Емма Робертс   | Рекс Сімпсон             |
| Том Гоппер     | Логан О'Лірі             |
| Поппі Лю       | Надін Кай                |
| Ґабріель Юніон | Пем Проктор              |
| Куху Верма     | Вайолет Марі Віславскі   |
| Дезі Лайдік    | доктор Стейсі Келлог     |
| Себастьян Ятра | Тоддрік Спенсер          |
| Сем Робардс    | Келвін Сімпсон тато Рекс |
| Дейв Фолі      | Рудольф Болтон           |
| Яша Джексон    | Грейс Джексон            |
| Ендрю Колл     | капітан Джек Манчіні     |
| Жозефіна Хуан  | Міріам Оспрей            |
| Трой Івата     | Гектор Канеко            |
| Томас Матос    | Джонні                   |
| Фергі Філіп    | Бінго                    |
| Еллі Браун     | Періс                    |

## Виробництво
Основні зйомки проходили в Нью-Джерсі з серпня по жовтень 2022 року, роль містечка Коко-Біч грає Юніон-Біч. Знімання відбувалися в комплексі Bell Labs Holmdel, аеропорту округу Ессекс і ракетно-космічному центрі США.

## Випуск
Фільм був випущений Amazon MGM Studios через потоковий сервіс Prime Video 4 липня 2024 року.

## Сприйняття
На вебсайті агрегатора рецензій Rotten Tomatoes 31 % із 26 відгуків критиків є позитивними із середньою оцінкою 4,3/10. Консенсус вебсайту говорить: «Ніколи не досягнувши успіху, попри бадьору гру Емми Робертс, „Космічний курсант“ виходить зі школи висококонцептуальної комедії».
The Guardian вважає, що фільм «безнадійно заплутаний, гіркий перший ковток, який починає згортатися». The New York Times висловила думку, що «жарти здаються втомленими. Актори здебільшого роблять все можливе, але сценарій надто часто змушує їх імітувати комедію, а не грати її», і це не «непереглядно, але це свого роду фільму, який змушує вас повернутися назад і переглянути кращі версії».